# The Cyclops
The Cyclops este un film SF american din 1957 regizat de Bert I. Gordon. În rolurile principale joacă actorii James Craig, Gloria Talbott, Lon Chaney, Jr..

## Actori
Așa cum apar în The Cyclops, rolurile principale sunt:
- James Craig — Russ Bradford
- Gloria Talbott — Susan Winter
- Lon Chaney Jr. (creditat ca Lon Chaney) Martin "Marty" Melville
- Tom Drake — Lee Brand
- Duncan Parkin — Bruce Barton/The Cyclops
- Vincente Padula — The governor
- Marlene Kloss — Salesgirl
- Paul Frees — efecte vocale pentru The Cyclops